# Live Oak (Florida)
Live Oak er en by i staten Florida i USA. Den har et indbyggertal på 6.735 (2020) indbyggere. Den er administrativt centrum i det amerikanske county Suwannee County.

## Galleri
- Live Oak City Hall